# レイコ・佐藤
レイコ・佐藤（Reiko Sato、1931年12月19日 - 1981年5月28日）は、日系アメリカ人のダンサー、女優。
米国・カリフォルニア州ロサンゼルス生まれ。日系2世。1950年公開のアメリカ映画『Mother Didn't Tell Me』でデビュー。ロジャース&ハマースタインのブロードウェイミュージカル映画『フラワー・ドラム・ソング』で、華麗なバレエを披露して有名になった。

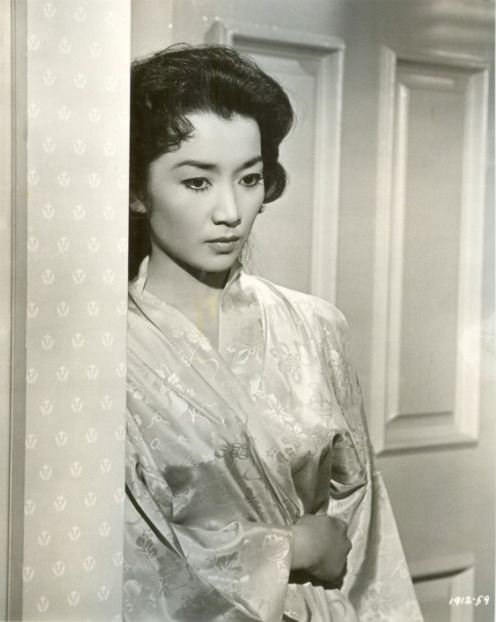
フラワー・ドラム・ソング

## 経歴
1950年3月3日公開のアメリカ映画『Mother Didn't Tell Me』でデビュー。同年11月29日公開の映画『Woman on the Run』に出演。
1953年12月3日から1955年4月23日初演のブロードウェイミュージカル『キスメット』でアバブ姫役のオリジナルキャストに抜擢される。
1955年8月1日公開のサミュエル・フラー監督『東京暗黒街・竹の家』で、山口淑子、早川雪洲らと共演。同年10月8日、前述のブロードウェイミュージカル『キスメット』をヴィンセント・ミネリ監督が映画化した『キスメット』が公開。
1959年4月23日から1960年6月18日まで上演されたブロードウェイミュージカル『デストリー・ライズ・アゲイン』で、中国人ミン・リーと少女ローズ・ラブジョイの二役を演じた。
1960年9月30日公開のサイパン島での日米の激闘を描いた映画『戦場よ永遠に』（共演＝早川雪洲、デビッド・ジャンセン、ジョージ・タケイ、高美以子ら）では、セクシーなダンスを披露した。
1961年、ロジャース&ハマースタインのブロードウェイミュージカル『フラワー・ドラム・ソング』（1957年初演）の映画化作品『フラワー・ドラム・ソング』（5月2日公開、ナンシー・クワン、ジェームズ・シゲタ、ミヨシ・ウメキら共演）で中国人のお針子のヘレン・チャオを演じ、華麗なバレエを披露して有名になった。ニューヨーク・タイムズのボスレイ・クロウザーは、1961年11月10日付の批評で、「ダンスの名手」と讃美し、哀れな役柄の端役だったが、きらびやかなバレエで花開いたと書いた。
1963年4月2日公開のマーロン・ブランド主演の映画『侵略』（岡田英次も出演）でブランドと出会う。
1981年5月28日、ロサンゼルスで死去。ロサンゼルスの仏教寺院に納骨された。

## エピソード
海外の映画データベースでは、新東宝の石井輝男監督の映画やテレビドラマで活躍した日本の女優・瀬戸麗子（新東宝第5期ニューフェース）と混同されている。

## 注
1. ↑  ブロードウェイ作品データベース
2. ↑  ブロードウェイ作品データベース
3. ↑  夜ごとの美女ブログ
4. ↑  New York Times
5. ↑  Find A Grave
6. ↑  1959年から1960年にかけてレイコ・佐藤はミュージカルに出演しているが、この間、瀬戸麗子は、「怪談鏡ケ淵」、「決闘不動坂の大仇討」、「白線秘密地帯」、「若君漫遊記　サタン城の魔王」、「東海道　弥次喜多珍道中」、「大学の御令嬢」、「偽りの情事」、「海女の化物屋敷」、「黒線地帯」、「女体渦巻島」、「黄線地帯」の11本の映画に出演している。同一人物では不可能